# Mazus gracilis
Mazus gracilis är en tvåhjärtbladig växtart som beskrevs av William Botting Hemsley. Mazus gracilis ingår i släktet Mazus och familjen Mazaceae. Inga underarter finns listade i Catalogue of Life.